# James Porterfield Rynd
James Alexander Porterfield Rynd (Dublino, 6 aprile 1846 – Dublino, 17 marzo 1917) è stato uno scacchista e avvocato irlandese.
Nel 1865 vinse il Dublin Chess Congress, considerato il primo Campionato irlandese, che vinse ancora nel 1892. Nel 1888/89 partecipò alla prima edizione della Armstrong Cup, il campionato irlandese di scacchi a squadre.
Era anche un buon giocatore di tennis, membro del Clontarf Tennis and Chess Club. 
Negli anni 1890 fu titolare di una rubrica di scacchi sull'edizione della domenica del quotidiano Evening Herald di Dublino. La dicitura "Irish Champion" compariva a fianco del suo nome.   
Laureato in giurisprudenza, iniziò l'attività forense nel 1874. 
Porterfield Rynd era un Unionista e nel 1906 scrisse un opuscolo sulle sue idee politiche per l'Alleanza Unionista Irlandese. Scrisse una lettera si sostegno al futuro primo ministro britannico Andrew Bonar Law, del quale era considerato da alcuni come un confidente.(EN)  
Era cugino di Francis Rynd, considerato l'inventore dell'ago ipodermico. 